# Noel Kempff Mercado
Noel Kempff Mercado (Santa Cruz, 27 février 1924—Caparuch, 5 septembre 1986) est un naturaliste bolivien.

## Biographie
Au cours de sa carrière, il défriche le champ de l'étude et de la conservation de la faune et de la flore boliviennes, alors très peu connues. Il se spécialise dans l'apiculture, devenant président de la société apicole de Bolivie. Il occupe également les fonctions de professeur au sein de l'université autonome Gabriel René Moreno de Santa Cruz ou encore de directeur du jardin botanique, du zoo et des parcs et jardins de la ville de Santa Cruz.
Noel Kempff meurt ainsi que deux de ses collaborateurs, assassiné en 1986 par des narcotraficants dans les monts de Caparuch, une zone reculée du département formant de nos jours le parc national Noel Kempff Mercado. La tuerie se produit alors que les scientifiques mènent des recherches dans cette zone qu'ils croient déserte. Ils atterrissent par erreur sur une piste utilisée par des narcotraficants qui s'en servent pour écouler leur production de cocaïne élaborée dans leur fabrique clandestine surnommée Huanchaca. Tous les occupants de l'avion léger meurent criblés de balles à l'exception de l'Espagnol Vicente Castelló qui parvient à s'enfuir. La lenteur des opérations de secours et de démantèlement de l'usine provoque des soupçons sur l'implication du ministre de l'intérieur, Fernando Barthelemy, dans la protection de la fuite des narcotraficants.
Cet assassinat marque fortement l'opinion publique bolivienne, notamment à Santa Cruz et donne une nouvelle impulsion à la lutte contre le narcotrafic. Peu après le massacre, la production de coca a cessé à Santa Cruz. Elle se poursuit cependant ailleurs, notamment dans le Chapare.